# Michel Random
 (janvier 2018).
Si vous disposez d'ouvrages ou d'articles de référence ou si vous connaissez des sites web de qualité traitant du thème abordé ici, merci de compléter l'article en donnant les références utiles à sa vérifiabilité et en les liant à la section « Notes et références ».
Michel Random, né Stefano Mario Balossini le 23 septembre 1933 à Marspich (Moselle) et mort le 15 juillet 2008 à Paris 17e, est un écrivain, critique d'art, journaliste, cinéaste, photographe et conférencier français.

## Vie et œuvre
Auteur d’une quinzaine d’ouvrages, notamment des essais sur la littérature, l’art et l’Extrême-Orient, ainsi que des ouvrages de poésie et de philosophie, réalisateur de 25 heures de films pour la télévision, Michel Random a été également reporter, producteur de radio et éditeur, mais aussi photographe (ses clichés ont alimenté, outre de nombreuses expositions en France et à l’étranger, ses propres livres).
Michel Random a bâti son œuvre littéraire autour des grandes questions de l’être : Les Puissances du dedans (1966) révèle l’écrivain Luc Dietrich, et Le Grand Jeu (2 vol., 1970), René Daumal et Roger Gilbert-Lecomte.
À la demande du producteur d'Italiques (magazine littéraire diffusé sur la deuxième chaîne de l'ORTF entre 1971 et 1974), Marc Gilbert, il produit et réalise quatre émissions consacrées aux écrivains d'Italie.

### L’Art visionnaire
Dans le domaine artistique, c’est par la réalisation d’un film de long métrage, L’Art visionnaire (1976), que Michel Random inaugure une nouvelle vision de la création contemporaine et de l’histoire de l’art en général. Dans ce film, il s'entretient avec (entre autres) Jacques Le Maréchal, Jean-Pierre Velly, Ljuba, Ernst Fuchs. Ce film débouche la même année sur la première exposition du groupe des Peintres et graveurs visionnaires de Paris à Rome (où sont présentées les gravures d'Érik Desmazières, Philippe Mohlitz, Yves Doaré, Jean-Pierre Velly, Mordecai Moreh).
De nouvelles expositions, tant à Rome (1976, Galleria Don Chisciotte) qu’à Paris (1977, galerie Bijan Aalam), donneront à cette école l’ampleur d’un mouvement artistique international, présent aujourd’hui en Italie et en Autriche, mais aussi aux États-Unis et au Japon. En 1980 paraît chez Fernand Nathan le premier tome de L’Art visionnaire, un livre réunissant des artistes aussi différents que Jérôme Bosch, Leonard de Vinci, Mantegna, Ruisdael et des artistes vivants travaillant à l'intérieur d'une tradition picturale héritée des peintres classiques.
Avec la création de la revue 3e Millénaire en 1982, Michel Random entame une série d’articles consacrés aux principaux peintres visionnaires, donnant à cette occasion de nombreuses conférences en France et à l’étranger. Il écrit aussi Ernst Fuchs – le gardien du seuil (1984, Electa), suivi en 1990 par un ouvrage sur Egidio Constantini et les grands maîtres de l’art contemporain.

### Le Japon
C’est son grand ouvrage, illustré de photos originales, Les Arts martiaux ou l’esprit des budo (1977), qui a rendu Michel Random célèbre, tandis que son film sur le même sujet fut programmé par plus de 70 télévisions. Dès 1968, il avait réalisé en France la première grande émission télévisée sur le Japon, suivi de nombreuses émissions radio et de deux autres ouvrages : Japon (1986) et La Stratégie de l’invisible (1985).

### Spiritualité
Passionné par la physique quantique et les sciences du vivant, Michel Random publie, en 1987, La Tradition et le Vivant. Il a consacré aussi à la pensée islamique un ouvrage illustré de ses photos, Mawlana, le soufisme et la danse (1980).
Michel Random a aussi participé à de nombreux symposiums internationaux, dont celui de Tsukuba (1984). Cosignataire de la Déclaration de Venise (1985), il en a rédigé la présentation dans La Science face aux confins de la connaissance (1987). Il est aussi signataire de la Déclaration de Vancouver sur la survie de la planète (1989).
À travers ses nombreuses activités, Michel Random a toujours tenté, par le texte ou l’image, de s’adresser au plus grand public, tout en manifestant une vision qui intègre les valeurs de l’être et de l’art, de la science et de la connaissance, tant contemporaine que traditionnelle.

## Publications

### Ouvrages
- Art
  - L’Art visionnaire, Fernand Nathan, 1979 ; deuxième version, Philippe Lebaud, 1991
  - Ernst Fuchs, il guardiano della soglia, Electa, 1984
  - Le Dragon, Félin, 1986
  - Egidio Constantini – Le Maître des Maîtres, Le Félin, 1990
  - Dana Roman, les Mandala magiques, Éditions Fragments, Paris, 1996
- Japon
  - Les Arts martiaux ou l’Esprit des budô, Nathan, 1977 (traduit en trois langues) ; rééd. avec une préface de Jean-Lucien Jazarin, Budo Éditions, 2007
  - Japon, la stratégie de l’Invisible, Félin, 1985
  - Le Japon, hier et aujourd’hui, Belfond, 1986 (publié en sept langues)
- Littérature
  - Les Puissances du dedans, Denoël, 1966
  - Le Grand Jeu, Denoël, 1970
  - Le Corps du méditant, Albin Michel, 2000
  - Le Grand Jeu, les enfants de Rimbaud le voyant, Le Grand Souffle Éditions, 2004
- Science et tradition
  - La Tradition et le Vivant, Félin, 1985
  - La Science face aux frontières de la connaissance, Félin, 1987
- Islam
  - Mawlana, le soufisme et la danse, Sud-Édition, 1980
- Quelques articles de Michel Random se trouvent sur le blog de la revue 3e Millénaire[2]

### Filmographie
Michel Random a réalisé plusieurs films sur l’art, dont Canaletto ou Venise en ce miroir.
- Les Écrivains d'Italie (en quatre parties, pour la télévision)
  - 1re partie : Ombres et questions, diffusée le vendredi 24 août 1973
  - 2e partie : Rome, Florence, Milan, diffusée le vendredi 31 août 1973
  - 3e partie : L'Italie du Sud, diffusée le vendredi 7 septembre 1973
  - 4e partie : Italo Calvino, diffusée le vendredi 14 décembre 1973

## Expositions
- 2002 : « Victor Hugo et les artistes contemporains »[3], galerie municipale d'art contemporain de Chamalières Avec Vincent Batbedat, Ljuba, Pierre Passani, Yves Doaré, Jacques Le Maréchal, Alfredo Echazarreta, Francis Mockel, Gérard Trignac, Paul Eychart, Alain Margotton, Vladimir Veličković, Hélène Csech, Philippe Mohlitz.